# Canon EF 500 мм
Canon EF 500 мм f/4L IS II USM — сверхдлиннофокусный объектив с постоянным фокусным расстоянием семейства Canon EF компании Canon серии «L» с автофокусом, стабилизатором изображения и ультразвуковым приводом автофокусировки (USM) кольцевого типа.
Учитывая кроп-фактор 1,6×, характерного для неполнокадровых матриц формата APS-C цифровых зеркальных фотоаппаратов Canon EOS, например для Canon EOS 60D, угол изображения этого объектива для таких камер будет равен углу изображения объектива с фокусным расстоянием 800 мм, установленного на полнокадровые фотоаппараты формата 135.
Существует 3 вида 500-мм объективов Canon EF:
- Canon EF 500 мм f/4,5L USM
- Canon EF 500 мм f/4L IS USM
- Canon EF 500 мм f/4L IS II USM

## История

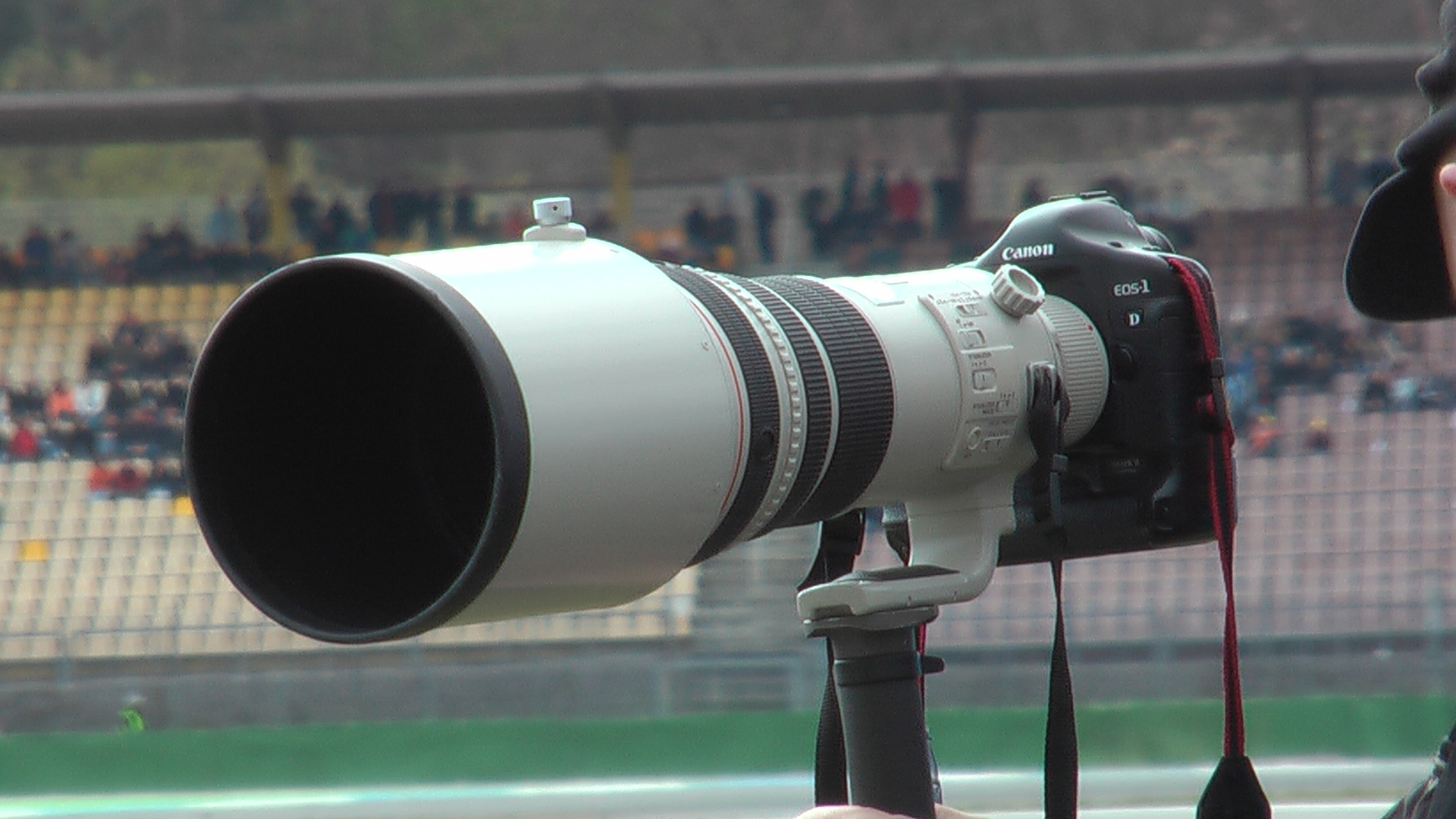
Объектив Canon EF 500 mm F4L IS USM с камерой Canon EOS-1D Mark II

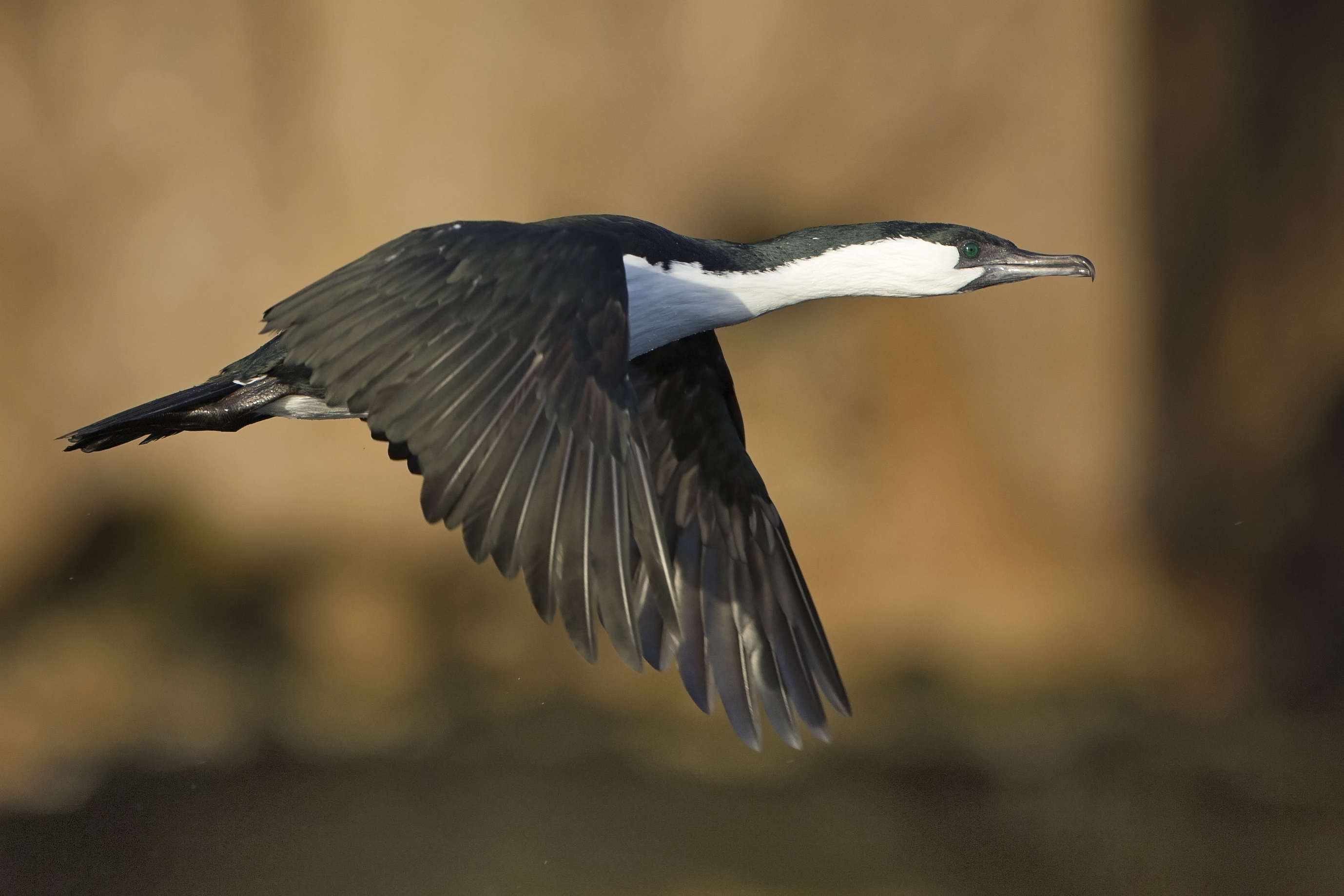
Белогрудый баклан, снятый на объектив Canon EF 500 mm F4L IS USM

- 1992, март: анонс объектива Canon EF 500 мм f/4,5L USM
- 1999, июль: анонс объектива Canon EF 500 мм f/4L IS USM
- 2010, 26 августа: анонс Canon о проектировании объектива третьего поколения Canon EF 500 мм
- 2011, февраль: анонс объектива Canon EF 500 мм f/4L IS II USM
- 2012, июнь: начало поставок объектива Canon EF 500 мм f/4L IS II USM

## Характеристики

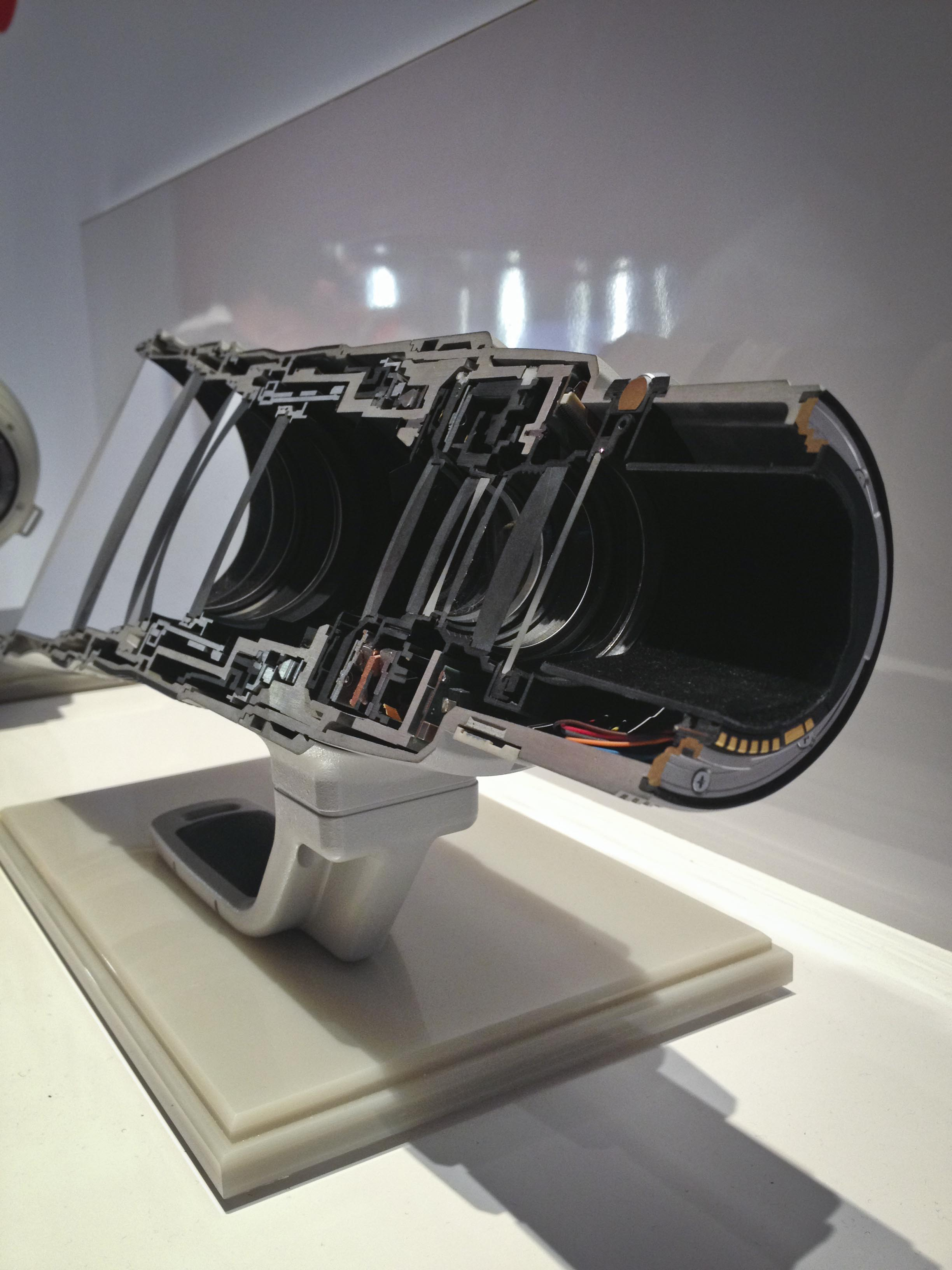
Объектив Canon EF 500 mm F4L IS II USM в разрезе

В объективе второго поколения Canon EF 500 мм f/4L IS USM использовался один флюоритовый элемент и одна линза с ультранизкой дисперсией (Super UD). Тогда как в третьем поколении оптическая схема была полностью переработана, в ней появилось два флюоритовых элемента, от линзы с ультранизкой дисперсией отказались, система стабилизации стала меньше по размерам. Благодаря этому Canon EF 500 мм f/4L IS II USM стал весить почти на 700 грамм меньше своего предшественника.
Объектив Canon EF 500 mm F4L IS II USM практически полностью сконструирован из титана и магниевого сплава, переключатели выполнены из пластика. Оптическая схема включает 16 элементов в 12 группах, среди них два флюоритовых элемента, снижающих аберрации и искажения. Применено антибликовое покрытие Subwavelength Structure Coating (SWC), снижающее блики и ореолы, возникающие от внутренних переотражений, благодаря чему повышается контрастность изображения и улучшается цветопередача. Передняя и задняя линзы имеют покрытие, препятствующее загрязнению и облегчающее чистку оптики.
Благодаря наличию отдельной кнопки Focus Preset фотограф может по её нажатию вернуться на заранее установленное кольцом Playback ring значение дистанции фокусировки. Во время фокусировки передняя часть объектива остаётся неподвижной (не вращается и не выдвигается). Для вставных светофильтров диаметра 52 мм в специальной оправе имеется небольшой отсек около хвостовой части объектива. Объектив поставляется с собственным транспортировочным кейсом без колёс. Вес объектива 3,190 кг.
Имеются три режима стабилизации: стандартный IS MODE1. Следящий со стабилизацией только по вертикали, для съёмок с проводкой IS MODE2. Срабатывающий непосредственно во время спуска затвора IS MODE3, группа стабилизирующих линз активируется только на время экспозиции и только для оси, по которой не производится преднамеренного панорамирования, это используется для экономии заряда аккумулятора и более удобного кадрирования во время съёмки динамичных сцен. К тому же при съёмке со стабилизацией в третьем режиме в видоискателе незаметны рывки во время активации/деактивации стабилизатора. Во время съёмки со штатива при выдержках длиннее 1 секунды система стабилизации автоматически отключается. Эффективность стабилизации составляет 4 стопа.
Кроме двух стандартных режимов фокусировки AF и ручного MF есть третий двухскоростной режим Power Focus (PF), позволяющий плавно наводить на резкость с постоянной скоростью и предназначенный для видеозаписи. В режиме PF сдвиг фокуса производится вращением отдельного кольца Playback ring на объективе.
Ограничитель дистанции фокусировки имеет три диапазона: от 3,7 м до 10 м; от 3,7 м до бесконечности; от 10 м до бесконечности. Благодаря наличию отдельной кнопки Focus Preset фотограф может по её нажатию вернуться на заранее установленное кольцом Playback ring значение дистанции фокусировки.
|                             | f/4,5L USM                      | f/4L IS USM             | f/4L IS II USM          |
| --------------------------- | ------------------------------- | ----------------------- | ----------------------- |
| Изображение                 |                                 |                         |                         |
| Особенности                 |                                 |                         |                         |
| Полный кадр                 | Да                              | Да                      | Да                      |
| Стабилизатор изображения    | Нет                             | Да                      | Да                      |
| Всепогодность               | Да                              | Да                      | Да                      |
| Ультразвуковой привод (USM) | Да                              | Да                      | Да                      |
| Шаговый двигатель           | Нет                             | Нет                     | Нет                     |
| L-серия                     | Да                              | Да                      | Да                      |
| Дифракционная оптика (DO)   | Нет                             | Нет                     | Нет                     |
| Макро                       | Нет                             | Нет                     | Нет                     |
| Спецификация                |                                 |                         |                         |
| Фокусное расстояние         | 500 мм                          | 500 мм                  | 500 мм                  |
| Диафрагма (макс./мин.)      | f/4,5 / f/32                    | f/4 / f/32              | f/4 / f/32              |
| Схема                       | 8 элементов / 7 групп           | 17 элементов / 13 групп | 16 элементов / 12 групп |
| Лепестки диафрагмы          | 9                               | 8                       | 9 (circular aperture)   |
| Мин. дистанция фокусировки  | 5 м (16,45 футов)               | 4,5 м (14,8 футов)      | 3,7 м (12,14 футов)     |
| Макс. увеличение            | 0,11×                           | 0,12×                   | 0,15×                   |
| Угол зрения горизонтальный  | 4°00'                           | 4°00'                   | 4°00'                   |
| Угол зрения вертикальный    | 2°45'                           | 2°45'                   | 2°45'                   |
| Угол зрения диагональный    | 5°00'                           | 5°00'                   | 5°00'                   |
| Размеры                     |                                 |                         |                         |
| Вес                         | 3000 г (105,8 унции)            | 3870 г (136,5 унции)    | 3190 г (112,5 унции)    |
| Макс. диаметр               | 130 мм (4,7")                   | 146 мм (5,75")          | 146 мм (5,75")          |
| Длина                       | 390 мм (16,0")                  | 387 мм (15,9")          | 383 мм (15,8")          |
| Диаметр фильтра             | 48 мм ((задний))                | 52 мм (вставной)        | 52 мм (вставной)        |
| Аксессуары                  |                                 |                         |                         |
| Чехол                       | ?                               | 500                     | 500B                    |
| Бленда                      | ?                               | ET-138                  | ET-138(WII)             |
| Крышка                      | ?                               | E-163                   | E-163B                  |
| Стоимость                   |                                 |                         |                         |
| Дата анонса                 | 1992, март                      | 1999, июль              | 2011, май               |
| Статус производства         | Нет                             | Нет                     | Да                      |
| MSRP US$                    | 750000 йен (с чехлом и блендой) | $5500                   | $8999                   |

## Совместимость

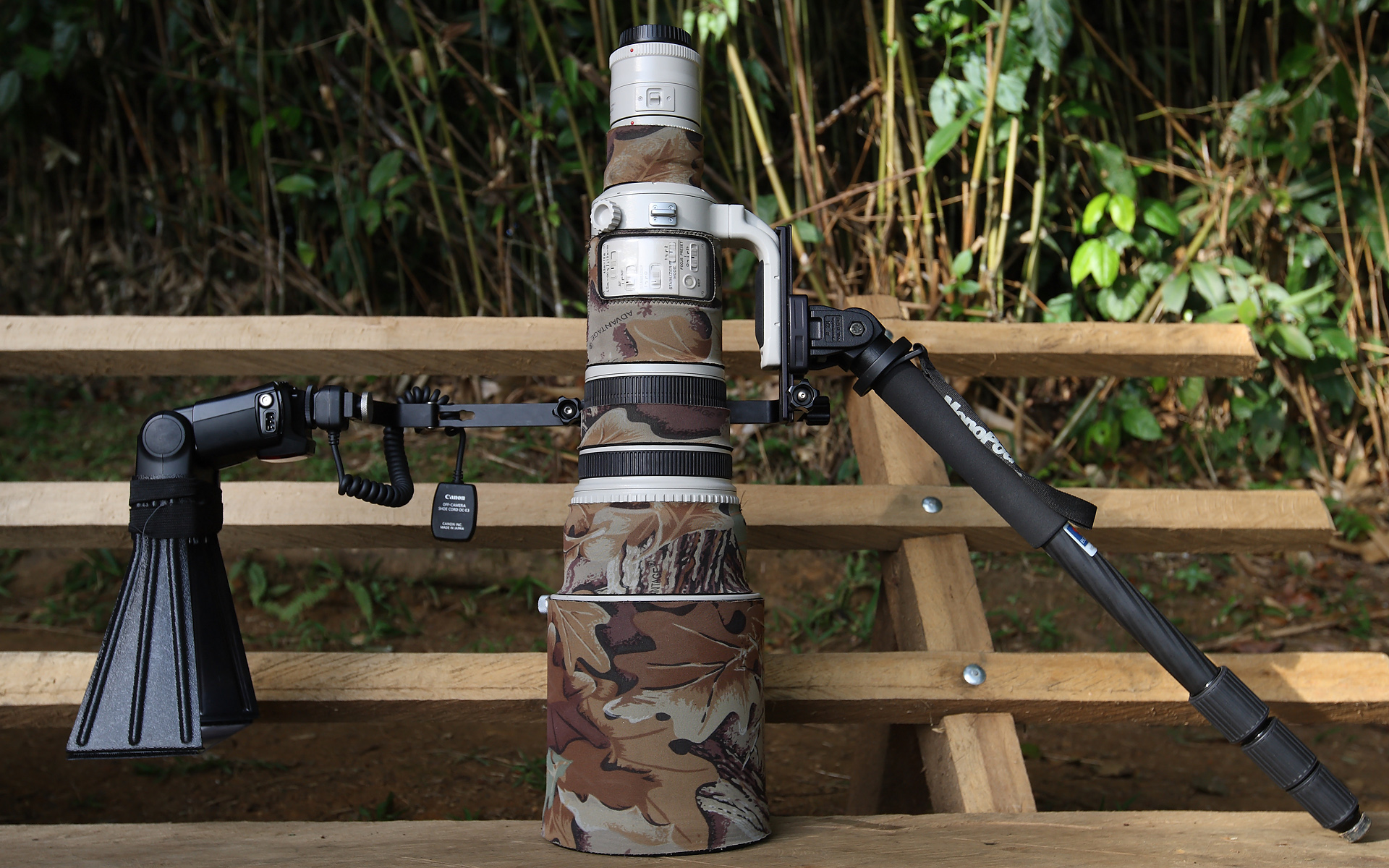
Комплект для съёмки птиц: объектив Canon EF 500 мм f4L IS USM с экстендером, монопод и вспышка

Объектив Canon EF 500 mm F4L IS II USM совместим с телеконвертерами Canon Extender EF. При использовании с экстендерами фокусировка на бесконечность невозможна. Для корректной передачи метаданных необходимо сначала подключить экстендер к объективу, а затем эту систему соединить с камерой.
При этом фокусное расстояние увеличивается до следующих значений:
- 700 мм (1120 мм для кроп-матрицы 1,6×) f5,6 — с экстендером 1,4×
- 1000 мм (1600 мм для кроп-матрицы 1,6×) f8,0 — с экстендером 2,0×
- 1400 мм (2240 мм для кроп-матрицы 1,6×) f11,0 — при одновременном использовании экстендеров 1,4× и 2,0× (экстендер 1,4× устанавливается между объективом и 2,0×)

При совместном использовании с экстендером 2,0× максимальное значение диафрагмы снижается до f8,0 из-за чего автофокус поддерживается ограниченным перечнем моделей камер, таких как: Canon EOS-1D X Mark II, 1D X, 1D Mark IV, 5DS, 5D Mark IV, 5D Mark III с обновлённой прошивкой, 7D Mark II, 80D и прочими. При использовании других моделей фотоаппаратов (на 2016 год) остаётся только поддержка ручного фокуса MF.
Для съёмки в дикой природе сторонними компаниями производятся камуфляжные чехлы, которые защищают корпус объектива от царапин и позволяют фотографу не привлекать к себе внимание животных.

## Видеорежим
С анонсом Canon EF 500 mm F4L IS II USM одновременно был анонсирован Canon EF 600 мм f/4L IS II USM. С этими объективами компания впервые представила новый режим Power Focus (PF). На объективе имеется второе дополнительное кольцо фокусировки Playback ring, которое обычно используется фотографом для установки пресета дистанции фокусировки Focus preset. Вращая Playback ring с медленной или быстрой скоростью, соответственно будет изменяться дистанция фокусировки благодаря встроенным электромоторам. Однако использование этой функции осложняется тем, что достаточно совсем незначительного поворота Playback ring для активации низкой скорости, а затем и перехода на высокую скорость. При этом второй режим скорости слишком быстрый для большинства сценариев видеосъёмки.

### Недостатки
Хотя Canon и заявила, что объектив рассчитан на видеооператоров, снимающих дикую природу, однако дизайн продукта недостаточно продуман для удобной работы:
- Кольцо фокусировки Playback ring находится далеко от камеры, его приходится вращать на вытянутой руке из-за чего уже через непродолжительное время чувствуется утомление.
- При панорамировании во время съёмки видео силы оптического стабилизатора недостаточно для получения плавных кадров.
- Функцию Focus preset невозможно использовать для получения художественных кадров с переводом фокуса от текущей точки к установленной пресетом, так как перевод фокуса осуществляется слишком быстро, при этом возможность регулировки скорости перевода отсутствует.
- При переводе фокуса проявляется эффект «дыхания» из-за чего изменяется размер изображения[3].[нет в источнике]

## Отзывы
Ресурс DXOMark оценил Canon EF 500 mm F4L IS II USM в 25 баллов, отметив отсутствие дисторсии, незначительное виньетирование при f/4 и f/5,6, малое количество аберраций. При тестировании с 22 Мп Canon EOS 5D Mark III объектив показал результат в 19 эффективно воспринимаемых мегапикселей (Perceptual MPix).
Фотограф Bryan Carnathan с ресурса The-Digital-Picture.com высоко оценил эргономику объектива Canon EF 500 mm F4L IS II USM и качество получаемых снимков, отметив достаточную резкость по всему кадру даже при f/4,0.

## Цена
В 2012 году объектив поступил в продажу по цене $8999.

## Конкуренты
- Sigma 200–500 mm f/2.8 EX
- Sigma 300–800 mm f/5.6 EX HSM
- Nikon Nikkor 500 mm f/4D ED-IF AF-S II
- Nikon Nikkor 500 mm f/4.0 P ED-IF (с ручной фокусировкой)
- Nikon Nikkor 360–1200 mm f/11.0 ED (с ручной фокусировкой)
- Samyang 500 mm f/5.6 (байонет Canon EF через Т-адаптер)

Линзовые малосветосильные зумы:
- Samyang 650—1300 мм f/8.0-16.0 MC IF (байонет Canon EF через Т-адаптер)

Зеркально-линзовые:
- Samyang 500 mm f/6.3 (байонет Canon EF через Т-адаптер, с ручной фокусировкой)
- Samyang 500 mm f/8 (байонет Canon EF через Т-адаптер, с ручной фокусировкой)
- Nikon Nikkor 500 mm f/5.0 Reflex (с ручной фокусировкой)

## Галерея

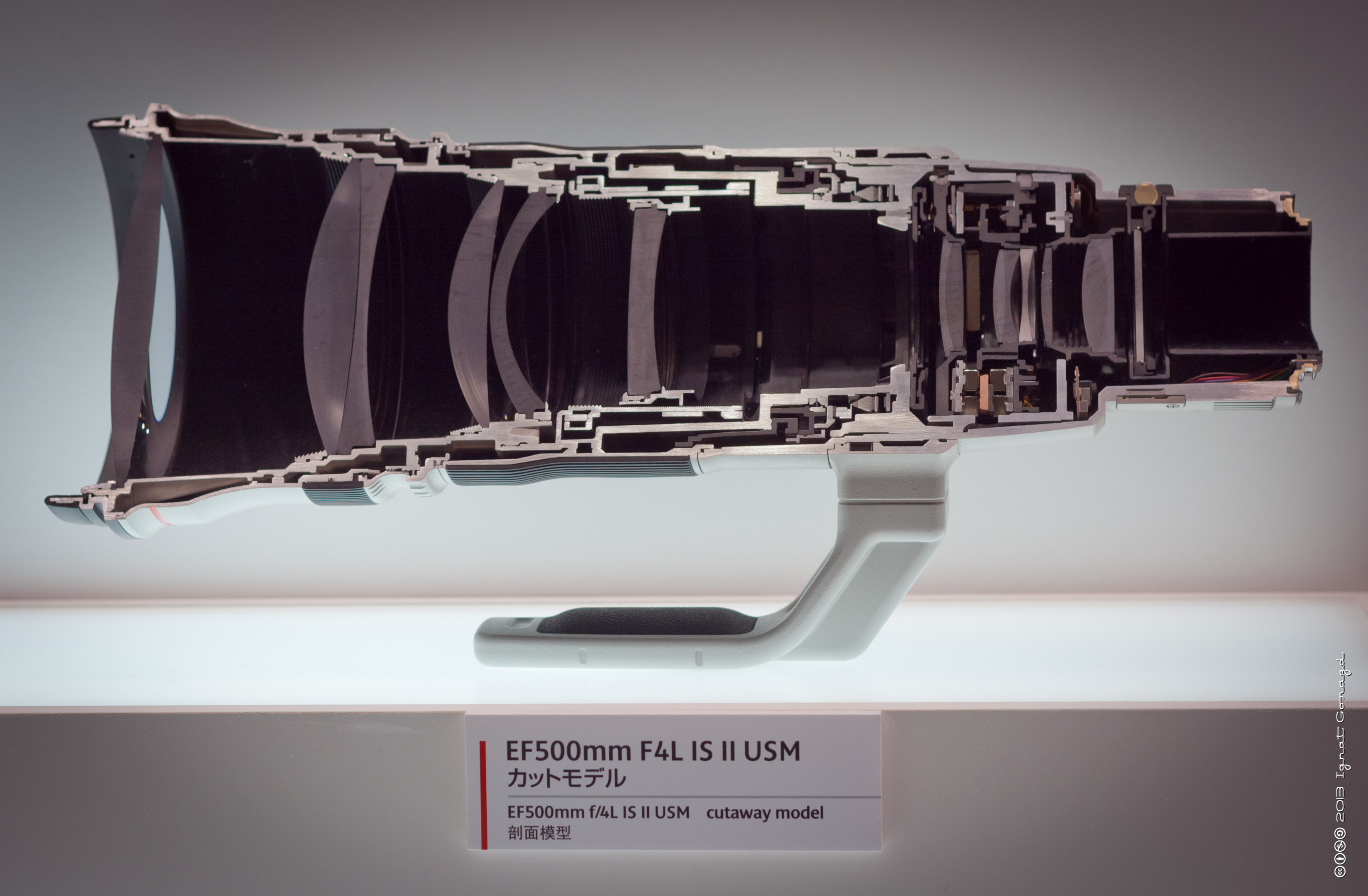
Внутреннее строение объектива Canon EF 500 mm F4L IS II USM